# Résolution (Doctor Who)
Pour les articles homonymes, voir Résolution.
Résolution (Resolution) est un épisode spécial de la onzième saison de la seconde série télévisée britannique Doctor Who. Il est diffusé le 1er janvier 2019 sur la chaîne de télévision britannique BBC One, à l'occasion du Nouvel An.
Il s'agit du second épisode de la série spécial Nouvel An, à la place du traditionnel épisode de Noël. Le premier étant La Prophétie de Noël : deuxième partie (The End of Time), diffusé le 1er janvier 2010 sur la BBC.

## Distribution
Sauf indication contraire, les informations mentionnées dans cette section peuvent être confirmées par la base de données cinématographiques IMDb,  présente dans la section « Liens externes ».
- Jodie Whittaker : Treizième Docteur
- Mandip Gill : Yasmin Khan
- Tosin Cole : Ryan Sinclair
- Bradley Walsh : Graham O'Brien
- Daniel Adegboyega : Aaron
- Sophie Duval : Mum
- James Lewis : Farmer Dinkle
- Nikesh Patel : Mitch
- Charlotte Ritchie : Lin
- Guillaume Rivaud : Siberian Warrior (non crédité)

## Synopsis
Au IXe siècle, un grand ennemi est vaincu en terre de Bretagne et les trois chefs des clans alliés décident de s'assurer qu'il ne reviendra pas en coupant son corps et en tenant les morceaux aussi éloignés que possible les uns des autres. Lors du Nouvel An 2019, l'un des fragments est retrouvé sur un chantier dans les égouts de Sheffield et se réveille. Le Docteur interrompt sa tournée des réveillons avec Ryan, Yaz et Graham pour enquêter et découvrir avec horreur que l'ennemi n'est autre qu'un Dalek.

## Production et diffusion

### Diffusion
Résolution est diffusé pour la première fois au Royaume-Uni sur BBC One le 1er janvier 2019 à 19 h.
En France, il est diffusé le 3 février 2019 à 19 h 30 sur France 4.